# Charles E. Stuart
Charles Edward Stuart, född 25 november 1810 i Columbia County, New York, död 19 maj 1887 i Kalamazoo, Michigan, var en amerikansk demokratisk politiker. Han representerade delstaten Michigan i båda kamrarna av USA:s kongress, först i representanthuset 1847-1849 samt 1851-1853 och sedan i senaten 1853-1859.
Stuart studerade juridik och inledde 1832 sin karriär som advokat. Han flyttade 1835 till Kalamazoo.
Kongressledamoten Edward Bradley avled 1847 i ämbetet och Stuart fyllnadsvaldes till representanthuset. Han kandiderade 1848 utan framgång till omval men vann sedan igen i kongressvalet 1850.
Stuart efterträdde 1853 Alpheus Felch som senator för Michigan. Han kandiderade utan framgång i guvernörsvalet 1858. Han efterträddes 1859 som senator av Kinsley S. Bingham.
Stuart avled 1887 och gravsattes på Mountain Home Cemetery i Kalamazoo.